# Siertabak

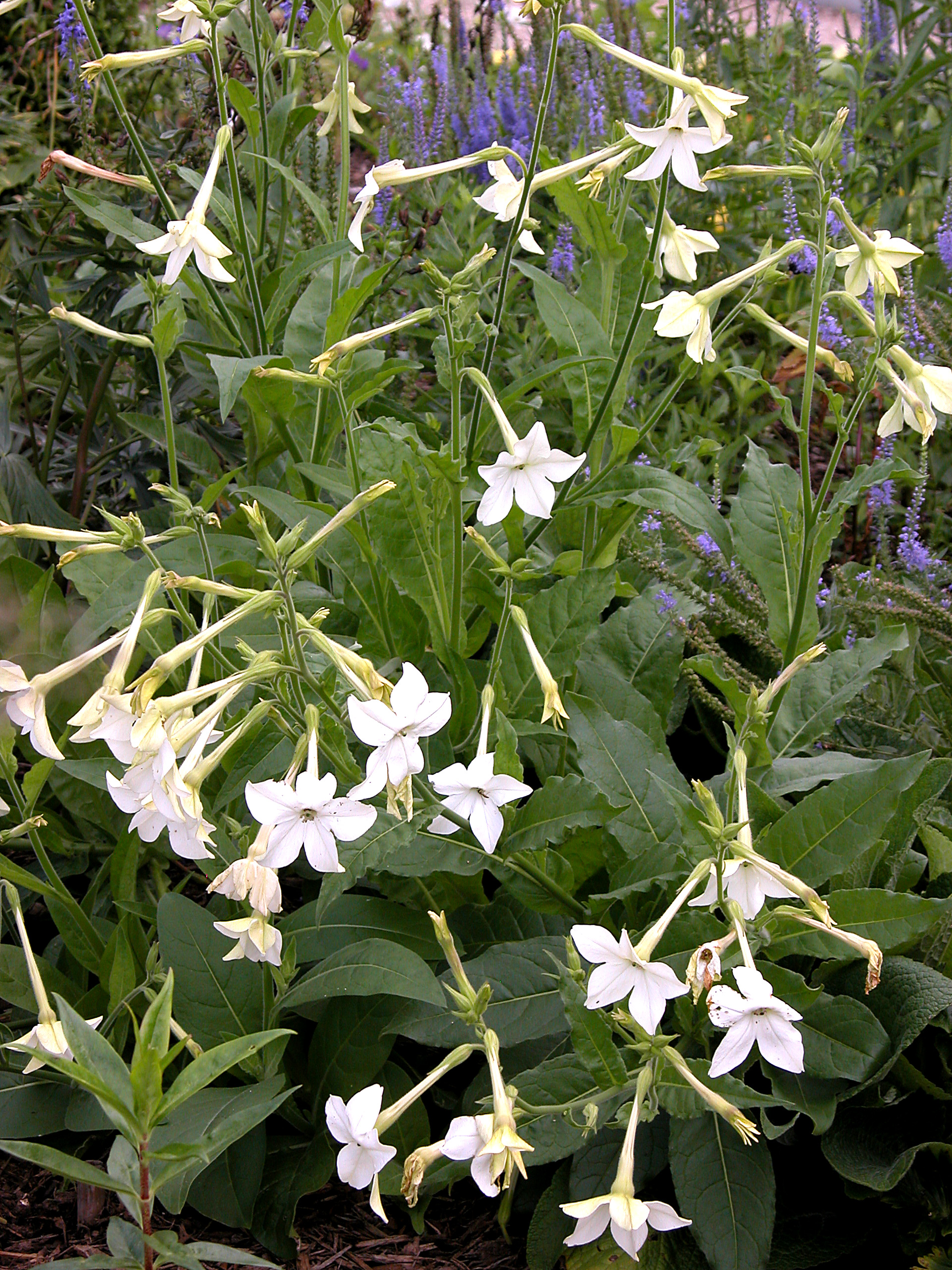
Siertabak

Siertabak (Nicotiana alata) is een tabaksoort die vooral wordt verbouwd als sierplant. Van de plant zijn talloze cultivars en hybrides afgeleid. In Iran wordt tabak voor de waterpijp (narghila) soms uit siertabak gemaakt, waarbij het niet wordt gesneden zoals bij de Perzische tabaksplant nicotiana persica, maar wordt gebroken met de hand.
De plant bloeit van de zomer tot de herfst en groeit het best in de zon tot halfschaduw. De bloemkleuren zijn limoengroen, rood, wit of geel. De plant kan slecht tegen droogte en wordt gemiddeld 30 tot 60 centimeter hoog.

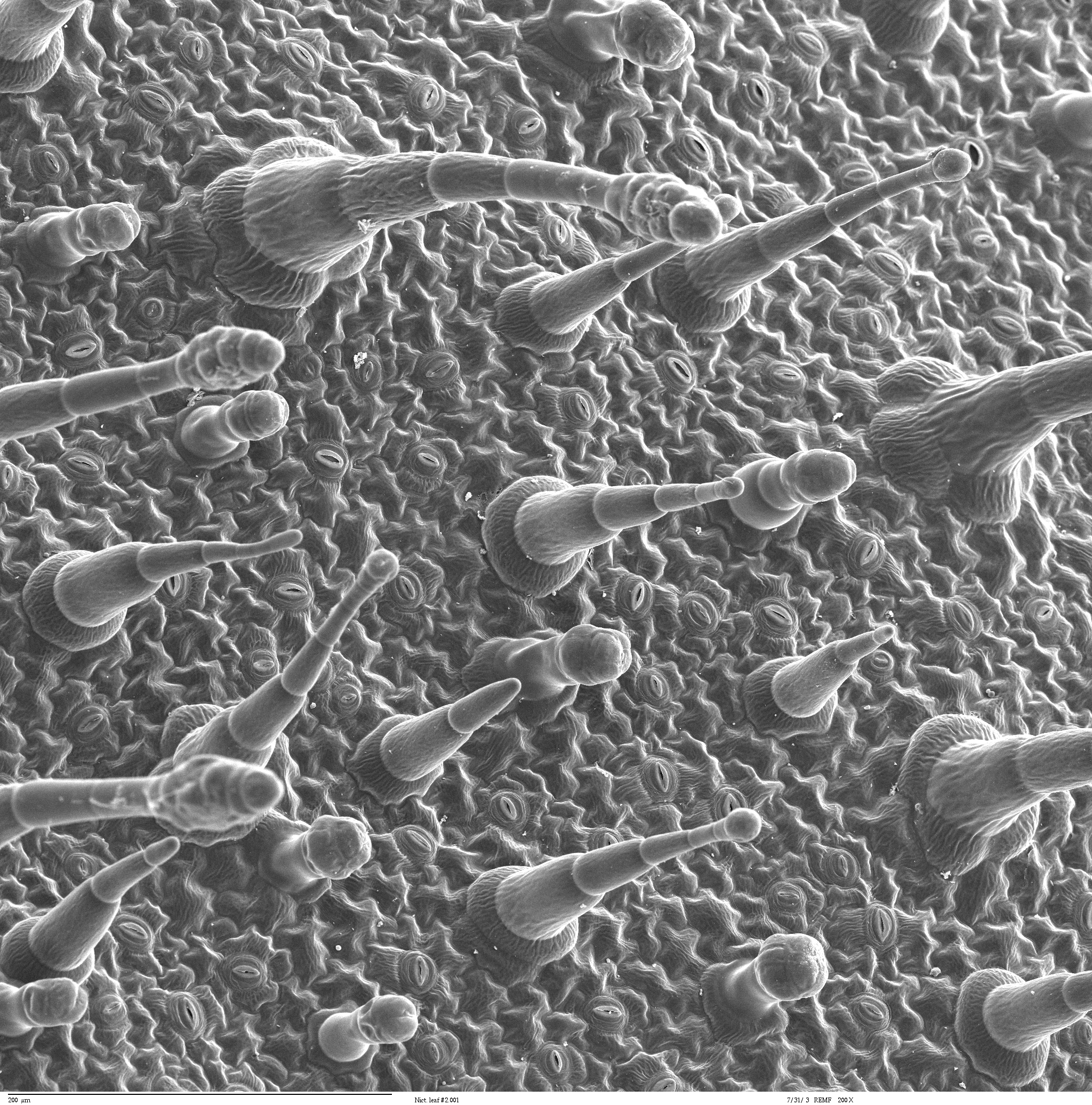
Aanzicht van het bladoppervlak van siertabak door het oog van een elektronenmicroscoop, waarbij haren en huidmondjes zichtbaar zijn